# Iselma rugosa
Iselma rugosa là một loài bọ cánh cứng trong họ Meloidae. Loài này được Thunberg miêu tả khoa học năm 1791.